# Nuda per un pugno di eroi
Nuda per un pugno di eroi (赤い天使, Akai tenshi) è un film del 1965 diretto da Yasuzō Masumura; è conosciuto anche con il titolo Red Angel.

## Trama
L'infermiera Nishi viene inviata da Tokyo in Cina, a Tientsin, in un ospedale militare dove, durante il Secondo conflitto sino-giapponese, ha modo di sperimentare in prima persona le brutali conseguenze della guerra. In questo ospedale, Nishi assiste il dottor Okabe, specializzato in amputazioni, aiutandolo a salvare il maggior numero possibile di soldati giapponesi; il loro compito è arduo, viste le precarie condizioni igieniche e la quasi totale assenza di medicinali e personale medico. Stando a stretto contatto con i soldati, l'infermiera prende a cuore le vicende umane di diversi di loro, tra cui Orihara, rimasto senza arti e si innamora del dottor Okabe, schiavo della morfina e reso impotente da tale dipendenza. Quando il dottore viene inviato al fronte, in prima linea, Nishi decide di seguirlo per rimanere al suo fianco. Arrivati sul campo, un'epidemia di colera decima la truppa giapponese; per proteggere l'avamposto fino all'arrivo dei rinforzi, i soldati sopravvissuti, le infermiere e i medici sono costretti a combattere tutti insieme per non cadere sotto i colpi dell'esercito cinese. I rinforzi però arrivano troppo tardi; nonostante gli sforzi di tutti, il presidio viene annientato, con Nishi che è l'unica superstite di questa strage, in cui ha perso la vita lo stesso Okabe.